# (5536) Honeycutt
(5536) Honeycutt es un asteroide perteneciente al cinturón de asteroides descubierto el 23 de agosto de 1955 por el equipo de la Universidad de Indiana desde el Observatorio Goethe Link, Brooklyn (Estados Unidos).

## Designación y nombre
Designado provisionalmente como 1955 QN. Fue nombrado Honeycutt en honor a Kent Honeycutt, en la facultad de la Universidad de Indiana, ha hecho contribuciones fundamentales a nuestra comprensión de la estructura de los discos de acreción, las variables cataclísmicas y las estrellas frías, así como al diseño y construcción de instrumentación innovadora, incluidos los espectrógrafos y Observatorios robóticos.

## Características orbitales
Honeycutt está situado a una distancia media del Sol de 2,249 ua, pudiendo alejarse hasta 2,459 ua y acercarse hasta 2,039 ua. Su excentricidad es 0,093 y la inclinación orbital 6,779 grados. Emplea 1232,35 días en completar una órbita alrededor del Sol.

## Características físicas
La magnitud absoluta de Honeycutt es 12,8.